# Marc Séguin
Pour les articles homonymes, voir Séguin et Marc Séguin (homonymie).
Ne doit pas être confondu avec Marc Seguin.
Né à Ottawa  en 1970, Marc Séguin est un artiste multidisciplinaire, à la fois peintre, romancier et réalisateur.

## Biographie
Diplômé des beaux-arts de l’Université Concordia (1995), il se forme auprès de Yves Gaucher et de Guido Molinari dont « on reconnait l’ascendance dans les vastes champs monochromes de ses tableaux". Marc Séguin présente en 1996 sa première exposition solo. Puis, en 1997, il voit son œuvre reconnue par les conservateurs du Musée d’art contemporain de Montréal et ceux-ci l’incluent dans l’exposition de groupe « De fougue et de passion ». Récipiendaire du prix Pierre-Ayot (1998), on l’invite en 2000 à présenter « Les Rosaces », une exposition solo qui sera présenté à travers tout le Canada et au Centre culturel canadien de Paris. Puis en 2004, le Musée des beaux-arts de Montréal présente « Les démons ». La singularité de ses travaux attire favorablement le milieu des arts.
Sa carrière en arts visuels, l’amène à participer à de nombreuses expositions collectives et individuelles tant au Canada qu’à l’international. D'importantes oeuvres de l'artiste figurent aujourd'hui dans les collections du Musée d'art contemporain de Montréal, du Musée des beaux-arts de Montréal ainsi que du Musée national des beaux-arts du Québec,,. Ses estampes et ses peintures font aussi partie de nombreuses collections particulières du Québec, du Canada et des États-Unis.
L'Oeuvre de Marc Séguin explore "les thèmes de la rétrogression politique, de la compromission environnementale et de la division sociale. Il révèle des vérités profondes sur la nature de l'humanité au moyen d'images d'une beauté provocante et élégiaque". Il est reconnu pour exposer dans ses tableaux le caractère trouble de la nature humaine. Sa peinture mêle l'abstraction et la figuration donnant lieu à des œuvres singulières.Selon Valerie Lessard, « Le peintre et romancier questionne: le pouvoir, la foi, le rôle de l'artiste dans la société. Qu'il séduise ou choque, il ne laisse personne indifférent ».
La démarche artistique de Marc Séguin le mène vers l'écriture. Il publie des romans, de la poésie, un livre d'artiste et participe à diverses collaborations. Depuis 2016, l'artiste tient une chronique dans la section Débats de La Presse +, portant un regard unique sur l'actualité et la monde. Il collabore régulièrement en tant qu'auteur au magazine Nouveau Projet. À propos de la poésie, Marc Séguin affirme: "La poésie est pour moi une nourriture essentielle. (...) On pourrait croire, en observant de loin, qu'elle est sur le respirateur artificiel, la poésie au Québec, mais les poètes tiennent le coup et écrivent beaucoup, sans réelle forme d'encouragement, parce que la poésie est connectée sur un besoin vital. C'est un art de pauvre, qui ne coûte rien à créer, donc un art libre".
Marc Séguin réalise le film Stealing Alice (2016) ainsi que le documentaire La ferme et son État (2017) qui dresse un portrait actuel des forces vives et des aberrations en agriculture au Québec,,,. Il réalise également le videoclip Where we started des Dear Criminals (2019).
Au théâtre, il scénographie Without Men (ah ouain?) (2004) de Pierre Yves Lemieux présenté au Théâtre La Bordée, Une girafe et un pont (2013) de Jean-François Casabonne présenté au Théâtre de Quat’sous, ainsi que Solo 70 (2018) de Paul-André Fortier présenté à l'Agora de la danse et au Festival TransAmérique. Il met en scène La diseuse de bonne aventure (2018) présenté au Centre du Théâtre d'aujourd'hui dans le cadre du Festival Jamais Lu,.
Au début des années 2000, il installe son atelier à Brooklyn qu’il gardera jusqu’en 2022. En 2021, l'artiste déménage son atelier au 3333, Crémazie Est.

## Œuvres

### Romans et livres d'artiste
- Madeleine et moi, Montréal, Leméac, 2024, 120 p.
- Un homme et ses chiens, Montréal, Leméac, 2022, 161 p. (ISBN 9782760949096)
- L'Atelier, Fides, 2021, 303 p.
- Jenny Sauro, Montréal, Leméac, 2020, 276 p. (ISBN 9782760948280)
- Les repentirs, Montréal, Québec Amérique, 2017, 154 p. (ISBN 9782764435274)
- Nord Alice, Montréal, Leméac, 2015, 249 p. (ISBN 9782760947177, présentation en ligne)
- Hollywood, Montréal, Leméac, 2012, 182 p. (ISBN 9782760933552)
- La foi du braconnier, Montréal, Leméac, 2009, 149 p. (ISBN 978-2-7609-3308-8, présentation en ligne)
- Livre bestiaire, estampes et dessin de Marc Séguin sur des poèmes de Pierre Perrault (extraits de Chouennes (1975), Montréal, Éditions Simon Blais, Éditions de l'Hexagone (pour Chouennes), Éditions Roselin pour la reliure, 2004, 28 p.  (ISBN 2-9802626-7-6)

### Traductions
- Poacher's faith = La foi du braconnier, traduction par Kathryn Gabinet-Kroo, Holstein, Ontario, Exile Editions, 2013, 157 p.  (ISBN 9781550963144 et 1550963147)
- Hollywood: a New York love story =  Hollywood, traduction par Kathryn Gabinet-Kroo, Holstein, Ontario, Exile Editions, 2014, 173 p.  (ISBN 9781550963977)
- A Fine line = Les repentirs, traduction par Kathryn Gabinet-Kroo, Holstein, Ontario, Exile Editions, 2014, 138 p.

### Poésie
- Au milieu du monde, Montréal, Éditions du Noroît, 2017, 56 p. (ISBN 9782897661137)
- Entretemps le démonde: poèmes d'une jeunesse. Montréal, Éditions du Silence, 2017, 27 p.  (ISBN 9782920180864)

### Dessins et illustrations
- Les contes de Josaphat-le-violon, Michel  Trembaly, dessins de Marc Séguin, Montréal, Leméac, 2024, 144 p.
- Contes, Jacques Ferron, choix de textes illustrés par Marc Séguin, Montréal, Hurtubise, 2020, 157 p.  (ISBN 9782897816308 et 2897816309)[20].

### Chroniques
- Affaires de terre et patentes d'artiste : chroniques, Montréal, Leméac, 2021, 136 p. (ISBN 9782760948679)

### Catalogues d'exposition
- Aquin, Stéphane, (1996). Marc Séguin : ici-maintenant. Plein Sud: Longueuil, 4 p.
- Lussier, Réal et Depocas, Alain (1997). De fougue et de passion. Montréal, Qc: Musée d'art contemporain de Montréal, 56 p.
- Prioul, Didier; Bonnier, Bernadette; Belgeonne (1999). Gabriel. Benoit, Donais, Lacroix, Séguin, Bihain, Celli, Penelle, Sarah V. Sur les traces de Félicien Rops. Musée du Québec, Musée Félicien Rops.
- Côté, Nathalie (1999). Ni rupture, ni retour: Nouvelles attitudes. Rimouski: Musée régional de Rimouski. 6 p.
- Donais, René (1999). Échanges et empreintes : gravures au vernis mou. Québec : Musée du Québec, 6 p.
- Gary Michael Dault, Paquerette Villeneuve (2000). Canada 3 perspectives. Artcore : Toronto. 47 p.
- Bélisle, Josée et Gagnon, Paulette (2001). Artcité : Quand Montréal devient Musée. Musée d’art contemporain de Montréal. 106 p.
- Aquin, Stéphane. Montréal-Montmartre (2003) : cinq artistes canadiens d'avant-garde sont à Paris pour vous faire découvrir leurs visions. Paris, France: MontmArt Fund.
- Aquin, Stéphane (2004). Marc Séguin : Les Démons. Montréal : Musée des beaux-arts de Montréal, 6 p.
- Aquin, Stéphane et Enright Robert (2006). Survol / overviews. Outremont: 400 coups. 127 p.
- Lussier, Réal (2001). Marc Séguin : Les Rosaces. Musée d’art contemporain de Montréal. 43 p.
- Boulanger, Chantal et Séguin, Marc et Mongeau, Monique et Bouchard, Jérôme et Girard-Savoie, Tania et Dugas, Hugues et Bergliaffa, Mercedes Perez et Tremblay, Bruno et Chauveau, Dalia et Marcogliese, Catherine et Grimard, Nathalie et Lucà, Nicus et Boisvert, Louise et Sylvain, Catherine. 20e Symposium international d'art contemporain de Baie-Saint-Paul. Baie-Saint-Paul, Qc: Centre d'exposition de Baie-Saint-Paul, (2002).
- Crevier, Lyne (2004). Ténébreux dessins. Marc Séguin : Dessins (20 reproductions). Éditions Simon Blais : Montréal, 28 p.
- Karwatsky, Paul (2005). Marc Séguin-Wanted terrorists, Montréal, 48 p.
- Henry, Max (2006). Marc Séguin- Black Box. Montréal : Simon Blais, 44 p.
- Beavis, Lynn (2006). Échos corporels = Body Notes. Montréal, Qc: FOFA Gallery Concordia University.
- Campbell, James D (2008). After the fall, daimonic life : on the phenomenology of failure in the art of Marc Séguin, dans Marc Séguin : Failures. Mike Weiss Edition : New York.
- Campbell, James D (2008). Something like damnation : A template for understanding the extremity paintings of Marc Séguin. Dans Marc Séguin : Roadkills, Skulls and Popes. Charest-Weinberg gallery : Miami.
- Lussier, Réal (2009). Serial killers : Généalogie et rébellion, Marc Séguin. Longueuil : Plein sud / Montréal, Éditions Simon Blais. 111 p.  (ISBN 978-2-923751-00-9)
- Campbell, James D (2011). Failures. New York : Mike Weiss Gallery.
- Mallet, Sylvie (sous la dir.) (2011). Big Brother l’Artiste face aux tyrans. Ville de Dinard – Flammarion, 160 pages.
- Roy, Andréanne (2011). Marc Séguin : la foi du collectionneur. Éditions Simons Blais : Montréal.
- Fondation Guido Molinari (2013). Marc Séguin. Les années Moli. Fondation Guido Molinari : Montréal, 36 p.
- Marc Séguin, la salle des trophées Galerie Montcalm (2014). Galerie Jean-Claude Bergeron \ Galerie Montcalm 74 p.  (ISBN 9780973506549)
- Marc Séguin, gravure (2016). Galerie Simon Blais : Montréal.
- Miglioli, Nathalie (2017). Blanc. Éditions Simon Blais : Montréal.
- Marc Séguin, la suite Ottawa (2022). Galerie Jean-Claude Bergeron : Ottawa.
- McEwen, Jérémie (2023). Isle. Fusion d’horizons. Éditions Simon Blais: Montréal, 47 p.

### Collaborations
- Picard, Martin et Séguin Marc (2012). Cabane à sucre-Au pied de cochon. Éditeur: Au pied de cochon (9782980949852).
- L'art et la vie: regards sur la collection de la Fondation de l'Hôpital Maisonneuve-Rosemont, contributeurs aux textes: Jean-Claude Baudinet, Manon Boily, Paulette Gagnon, Dr André Levasseur, Martin Philippe Côté, Anne-Claude Bacon, Simon Blais et Marc Séguin (2013). Fondation de l'Hôpital Maisonneuve-Rosemont: Montréal, 67 p.  (ISBN 9780988316522)
- Belliard, Alexandre (2016). Manifestare  dans Légendes d’un peuple. Tome V. Québec : Éditio, p. 237.
- Leclerc, Félix (2017). Le petit livre bleu de Félix. Bibliothèque québécoise. 272 p.
- Teyssèdre, Gagnon, Nasgaard, Séguin (2018). Guido Molinari. Montréal: Fondation Guido Molinari, 321 p.  (ISBN 9782981623379)
- Cardinal, François (sous la dir.) (2019). Lâchez pas, les gars! Édition La Presse.
- Teisceira-Lessard, Philippe, Pontbriand, Olivier (2019). Le Saint-Laurent d'île en île: rencontres et paysages; préface de Marc Séguin.
- Séguin, Marc (2019). Le puisantier. Nouveau terroirs, réinventer les territoires, numéro 131, p. 14-15.
- L'Atelier, avec des photographies de Caroline Perron et Maude Chauvin, Ajou, Fides, (2020), n.p.  (ISBN 9782762144017 et 2762144019)
- Roy, Andréanne, Des Roches, Jacques et Riopelle, Iseut (sous la dir.) (2020). Riopelle: à la rencontre des territoires nordiques et des cultures autochtones. Éditions scientifiques du MBAM, en collaboration avec 5 Continents Editions, Milan. 288 p.
- Campbell, Fred (2023). Hooké aventures et cuisine sauvage. KO Éditions. 264 p. Préface de Marc Séguin.
- Lacerte Sylvie (sous la dir.) (2023). Riopelle, à la croisée des temps. Musée des beaux-arts du Canada: Ottawa, 207 p.

### Films
- Stealing Alice, film de fiction avec Denys Arcand, Elisapie Isaac, Fanny Mallette, Gaston Lepage et Joelle Paré-Beaulieu. Société de production: Atelier Brooklyn, Distribution: Atelier Brooklyn, 2016, 89 minutes.
- La Ferme et son État, Documentaire, Société de production: Atelier Brooklyn, Distribution : Atelier Brooklyn, 2017, 116 minutes.

### Série documentaire
- L'art de la chasse, Réalisateur: Bruno Boulianne, Production: Eurêka! Productions, 2019, 2 épisodes de 60 min.
- Bull’ eyes: un peintre à l’affut: Bruno Boulianne, Production: Pimiento, 2010, documentaire, 76 min.
- Web-documentaire, Blanc, beauté nordique, par Ariane Cipriani, Denis Wong et produit par Radio-Canada.

### Théâtre
- Without Men (ah ouain?), texte de Pierre Yves Lemieux, Scénographie de Marc Séguin, Théâtre La Bordée, 2004.
- Une girafe et un pont, texte de Jean-François Casabonne, Conception et décors de Marc Séguin, Théâtre de Quat’sous, 2013.
- Solo 70 de Paul André Fortier, scénographie de Marc Séguin, Agora de la danse et Festival TransAmérique, 2018.
- La diseuse de bonne aventure, idéation de Marc Séguin avec les textes et performances et Robin Aubert, Jean-Martin Aussant, Rose-Aimée Automne Morin, Fabien Cloutier, Charles-Antoine Crête, Natasha Kanapé Fontaine, Safia Nolin, Joëlle Paré-Beaulieu et Maude Veilleux, Centre du Théâtre d'aujourd'hui et le Festival du Jamais Lu, 2018.

### Art public
- 2011 : ExMuro Artistique Avenue arts publics. Ville de Québec.
- 2017 : Aurores Montréal, projections sur le Mont Royal en collaboration avec 4U2C pour les célébrations du 375e anniversaire de la ville de Montréal.
- 2018 : Piano public, Belvédère Mont-Royal. Ville de Montréal, Service de la culture.
- 2021 : H Anima, intégré au projet Humaniti Montréal, arbre en bronze et aluminium au coin de l’avenue Viger et De Bleury[21].
- 2022 :  L’art magnétique, murale en hommage à Riopelle, Montréal (835 x48). Murale de 60 mètres en l’honneur de l’artiste Jean Paul Riopelle au quartier Milton-Parc dans Le Plateau-Mon-Royal[22].
- 2023 : Point de rassemblement, complexe immobilier Haleco, aux abords du canal Lachine et de l’autoroute Bonaventure à Montréal[23].
- 2024 : Annonce de sélection pour la réalisation d'une œuvre d'art prévu lors du prolongement de la ligne bleue du Métro de Montréal[24].

### Archives
Le fonds Marc Séguin est conservé par La Fondation Marc Séguin. La Fondation Marc Séguin est destinée à valoriser et perpétuer la mémoire artistique et historique de l’artiste.

## Prix et honneurs

### Arts visuels
- 1998 - Lauréat: Prix Pierre Ayot de la ville de Montréal en collaboration avec l'Association des Galeries d'art contemporain de Montréal[25]
- 2004 - Lauréat: Artistic Achievement Award, Université Concordia[26].

### Littérature
- 2010 - Lauréat: Prix littéraire des collégiens (Pour La foi du braconnier)[27]
- 2013 - Finaliste : Prix des libraires du Québec (Pour Hollywood)[28]
- 2013 - Finaliste : Prix du gouverneur général (Pour Hollywood)[29]
- 2018- Pré-sélection au Prix France-Québec (Pour Les Repentirs)[30]